# Trenton Simpson
Trenton Simpson (Charlotte, Carolina del Norte; 14 de junio de 2001) es un jugador profesional estadounidense de fútbol americano, se desempeña en la posición de linebacker en Baltimore Ravens, en la National Football League (NFL).

## Carrera
Hizo su debut profesional con el equipo Baltimore Ravens, lleva jugando una temporada, comenzó en el 2023.